# Лищенко, Евгений Эдуардович
Евгений Эдуардович Лищенко («Эжен») (5 декабря 1961, Омск — 5 июля 1990, Омск) — советский поэт, рок-музыкант, художник. Вместе со своим братом Олегом Лищенко создал группу «Пик Клаксон» и музыкальный проект 1986 года «Адольф Гитлер», совместно с Егором Летовым.

## Биография
Вместе с Олегом Лищенко играл под разными псевдонимами, исполняя песни на «псевдоанглийском». В 1982 году был записан альбом «В розовом цвете», который считается утерянным , в том же году он отправился в армию. После службы вернулся в Омск. В 1985 году они записали свой самый ранний из найденных альбомов как музыкальный коллектив «Пик Клаксон» под названием «Компот дебил децибел Пик-Клаксон бесплатно весь».
В 1986 году, когда к коллективу присоединился вышедший из психиатрической больницы Егор Летов, Лищенко написал тексты для совместного проекта под названием «Адольф Гитлер». Позже с этими песнями они выступили на «1-м Новосибирском рок-фестивале».
С 1986 по 1987 годы были записаны три альбома «Пик Клаксон» и один альбом «Адольф Гитлер»: «Лечебница для душевно здоровых» (октябрь 1986), «С новым годом!» (1986), «Лишние звуки» (1987), «Лечебница» (1987).
В 1989 были записаны три альбома «Пик Клаксона»:
- «Приют святой Цецилии»
- «Ослиная голова»
- «Страна назначения — СССР»

Последний альбомом группы «Пик Клаксон» и Евгения Лищенко «Страна назначения — СССР» (1989) является своеобразным ответом людям, которые сравнивали творчество братьев с Борисом Гребенщиковым.
Лищенко скончался 5 июля 1990 года от рака лёгкого. «Пик Клаксон» прекратила своё существование. Похоронен на Северо-Восточном (Пушкинском) кладбище в Омске.
Помимо музыкальной деятельности, братья Лищенко выпускали свой журнал, где Евгений публиковал свою прозу.

## Личная жизнь
Жена Елена Лищенко, дочь Кристина.